# Türkische Nationale Befreiungsbewegung in Bulgarien
Die Türkische Nationale Befreiungsbewegung in Bulgarien (bulgarisch Турско национално-освободително движение в България, kurz TNODB/ТНОДБ) war eine illegale protürkische Organisation in der Volksrepublik Bulgarien der Jahre 1985/86. Sie wurde im Juli 1985 in Dobritsch gegründet und im Juni 1986 von der bulgarischen Staatssicherheit zerschlagen. Unter anderem wird sie für den Anschlag auf den Schnellzug Burgas-Sofia im Bahnhof Bunowo am 9. März 1985 verantwortlich gemacht, der sieben Tote forderte, darunter drei Kinder. Die Bewegung war die Vorgängerorganisation der heutigen bulgarischen Partei Dwischenie sa Prawa i Swobodi (bulgarisch Движение за права и свободи, kurz DPS).

## Geschichte
Die Organisation wurde im Sommer 1985 von Salih Ahmed, Necmettin Hak und Ibrahim Arif gegründet. Entgegen verbreiteter Annahmen gehörte der heutige Vorsitzende der DPS Ahmed Dogan nicht zu den Gründungsmitgliedern. Zum ersten Vorsitzenden wurde Necmettin Hak gewählt.
Ziel der TNODB war der Widerstand gegen die Politik der Bulgarisierung der türkischen und pomakische Minderheit und die internationale Propagierung dieser Politik zu leisten, um einen außenpolitischen Druck auf Bulgarien zu schaffen. Man bediente sich vor allem des Radio Free Europe, in dem die Journalistin Rumjana Usunowa täglich über die Aktionen der Staatssicherheit und der TNODB berichtete. Die TNODB setzte sich des Weiteren ein für das Recht zum Tragen muslimischer Namen und des Gebrauchs der türkischen Sprache, das Recht der Ausübung islamischer Bräuche und Kultur sowie die Anerkennung der in Bulgarien lebende Türken und Pomaken als offizielle Minderheit.
Necmettin Hak traf Ahmed Dogan im September 1985 in der bulgarischen Hauptstadt Sofia, um ihn als Aktivist und zukünftigen Vorsitzenden zu gewinnen. Die Organisation beabsichtigte damit, eine auch im Ausland bekannte Persönlichkeit für ihre Ziele zu gewinnen. Ahmed Dogan arbeitete zu diesem Zeitpunkt bei der Bulgarischen Akademie der Wissenschaften und hatte kurz zuvor ein Interview für ein französisches Journal gegeben. Gleichzeitig war Dogan ein aktives Mitglied der bulgarischen Staatssicherheit. Seine Rolle bei der Gründung und Zerschlagung der Organisation sowie der weiteren Verfolgung ihrer Mitglieder ist bis heute nicht ganz geklärt. Im weiteren Verlauf von 1985 wurde Ahmed Dogan Teil der Organisation und laut der offiziellen Parteigeschichte der DPS, deren Vorsitzender Dogan seit ihrer Gründung ist, war er der Ideologe und seit Anfang 1986 Vorsitzender der TNODB. Dies wird jedoch von den Gründungsmitgliedern der TNODB bestritten. Sicher ist, dass die bulgarische Staatssicherheit dank der Informationen Dogans nach seiner Verhaftung 1986 die Organisation zerschlagen konnte. Inwieweit bulgarische und türkische Geheimdienste Einfluss auf die Türkische Nationale Befreiungsbewegung in Bulgarien ausübten, ist nicht bekannt.